# Nectandra leucantha
Nectandra leucantha Nees & Mart. – gatunek rośliny z rodziny wawrzynowatych (Lauraceae Juss.). Występuje naturalnie na Karaibach, w Wenezueli, Gujanie i Brazylii w stanach Minas Gerais, Rio de Janeiro, São Paulo, Parana oraz Santa Catarina.

## Morfologia
PokrójZimozielone drzewo dorastające do 5 m wysokości.
LiścieMają owalny lub lancetowaty kształt. Mierzą 11,5–16,5 cm długości oraz 5,2–6,7 szerokości. Nasada liścia jest klinowa. Liść na brzegu jest całobrzegi. Wierzchołek jest ostry lub spiczasty. Ogonek liściowy jest owłosiony i dorasta do 6–12 mm długości
KwiatySą zebrane w wiechy. Rozwijają się w kątach pędów. Dorastają do 4–12 cm długości. Płatki okwiatu pojedynczego mają eliptyczny kształt i białą barwę. Są niepozorne – mierzą 1 mm średnicy.
OwoceMają elipsoidalny kształt. Osiągają 15–25 mm długości oraz 12–16 mm średnicy.

## Biologia i ekologia
Rośnie w lasach.